# Кампогаллиани, Карло
Карло Кампогаллиани (итал. ; 10 октября 1885, Конкордия-сулла-Секкьи, Эмилия-Романья — 10 августа 1974, Рим) — итальянский кинорежиссёр
, сценарист и актёр.

## Биография
Начинал, как актёр немого кино с 1910 года. В 1912 году снялся в ленте «Сатана», за ней последовали фильмы «Последние дни Помпеи» (1913), «Наполеон, эпопея Наполеона» (1914) и др.
За свою карьеру снялся в около пятидесяти фильмах, как режиссёр поставил около восьмидесяти фильмов. В 1930 году снял свой первый звуковой фильм «Двор».
Его фильм «Высший свет» (La grande luce) был участником основной конкурсной программы 7-го Венецианского кинофестиваля (1939).

## Избранная фильмография

### Актёрские работы
- 1921 — Цель человека
- 1921 —Повелительница шахт
- 1925 — Женщина в полночь
- 1931 — Звезда кино

### Режиссёрские работы
- 1929 — Я потерял своё сердце в автобусе
- 1931 — Двор
- 1931 — Фонарь дьявола
- 1931 — Доктор вопреки самому себе
- 1934 — Стадион
- 1936 — Четыре мушкетёра
- 1939 — Ночь трюков
- 1940 — Кавалер из Круйя
- 1942 — Запрещённая музыка
- 1945 — Невинный Казимиро
- 1946 — Гондола дьявола
- 1949 — Рука смерти
- 1950 — Дочь нищего
- 1951 — Красавицы на велосипедах
- 1952 — Красавицы на мотороллерах
- 1953 — Если вы выиграли сто миллионов
- 1954 — Сирота из гетто
- 1955 — Песнь сердца
- 1957 — Альпийский ангел
- 1957 — Послушай меня
- 1958 — Капитан Пожар
- 1959 — Голиаф и варвары
- 1960 — Мацист Мощный
- 1960 — Фонтан Треви
- 1961 — Меч завоевателя
- 1961 — Урсус
- 1964 — Мост Вздохов

### Сценарист
- 1951 — Красавицы на велосипедах
- 1952 — Красавицы на мотороллерах
- 1957 — Альпийский ангел
- 1954 — Сирота из гетто
- 1961 — Меч завоевателя

## Награды
- Золотая медаль 2-го Венецианского кинофестиваля (1934) за фильм «Стадион».